# Borgjøkelengletsjer
De Borgjøkelengletsjer is een gletsjer in Nationaal park Noordoost-Groenland in het oosten van Groenland. 

## Geografie
De gletsjer is noordwest-zuidoost georiënteerd en heeft een lengte van meer dan 60 kilometer. Ze mondt in het oosten uit in het Borgfjorden, een zijtak van de Dove Bugt. De gletsjer komt vanuit het westen en buigt na ongeveer 15 kilometer naar het zuidoosten af, met een zijtak richting het noordwesten met de naam Treforkgletsjer. De hoofdtak vervolgt richting het zuidoosten en buigt langzaam terug naar het oosten om uit te komen op de plaats waar ook de Storstrømmengletsjer en de L. Bistrupgletsjer uitmonden. Onderweg zijn er meerdere relatief korte takken die zich afsplitsen van de hoofdtak en uitkomen in een gletsjermeer. 
Op ongeveer 15 kilometer naar het zuidoosten ligt de Kursgletsjer. Op ongeveer 15 kilometer ten noorden van de eerste vijftien kilometer van de Borgjøkelengletsjer ligt de Admiraltygletsjer.
Aan der overzijde van de samen uitmondende gletsjers ligt naar het noordoosten het Daniel Bruunland en naar het zuidoosten het eiland Lindhard Ø.